# Ippei Watanabe (Fußballspieler)
Ippei Watanabe (jap. 渡辺 一平, Watanabe Ippei; * 28. September 1969 in der Präfektur Aichi) ist ein ehemaliger japanischer Fußballspieler.

## Karriere
Watanabe erlernte das Fußballspielen in der Schulmannschaft der Chukyo University Chukyo High School und der Universitätsmannschaft der Osaka University of Commerce. Seinen ersten Vertrag unterschrieb er 1992 bei Yokohama Flügels. Der Verein spielte in der höchsten Liga des Landes, der J1 League. 1993 gewann er mit dem Verein den Kaiserpokal. Für den Verein absolvierte er 69 Erstligaspiele. 1996 wechselte er zum Ligakonkurrenten Júbilo Iwata. 1997 wechselte er zum Ligakonkurrenten Vissel Kōbe. Für den Verein absolvierte er 18 Erstligaspiele. 1998 wechselte er zum Zweitligisten Mito Hollyhock. 1999 wechselte er zum Ligakonkurrenten Yokohama FC. 1999 und 2000 wurde er mit dem Verein Meister der Japan Football League. Für den Verein absolvierte er 24 Spiele. Ende 2000 beendete er seine Karriere als Fußballspieler.

## Erfolge
Yokohama Flügels
- Kaiserpokal

Sieger: 1993